# Патрік Функ
Патрік Функ (нім. Patrick Funk, нар. 11 лютого 1990, Аален) — німецький футболіст, півзахисник клубу «Ессінген».

## Клубна кар'єра
Патрік розпочав свою кар'єру в клубі «Унтеркоген», потім виступав за «Ебнат» та «Ульм 1846». У 2002 році приєднався до молодіжної команди «Штутгарта». У сезоні 2007/08 Функ дебютував за другу команду, провівши 29 лютого 2008 року матч проти клубу «Інгольштадт 04». З листопада 2009 року Функ був капітаном «Штутгарта II».

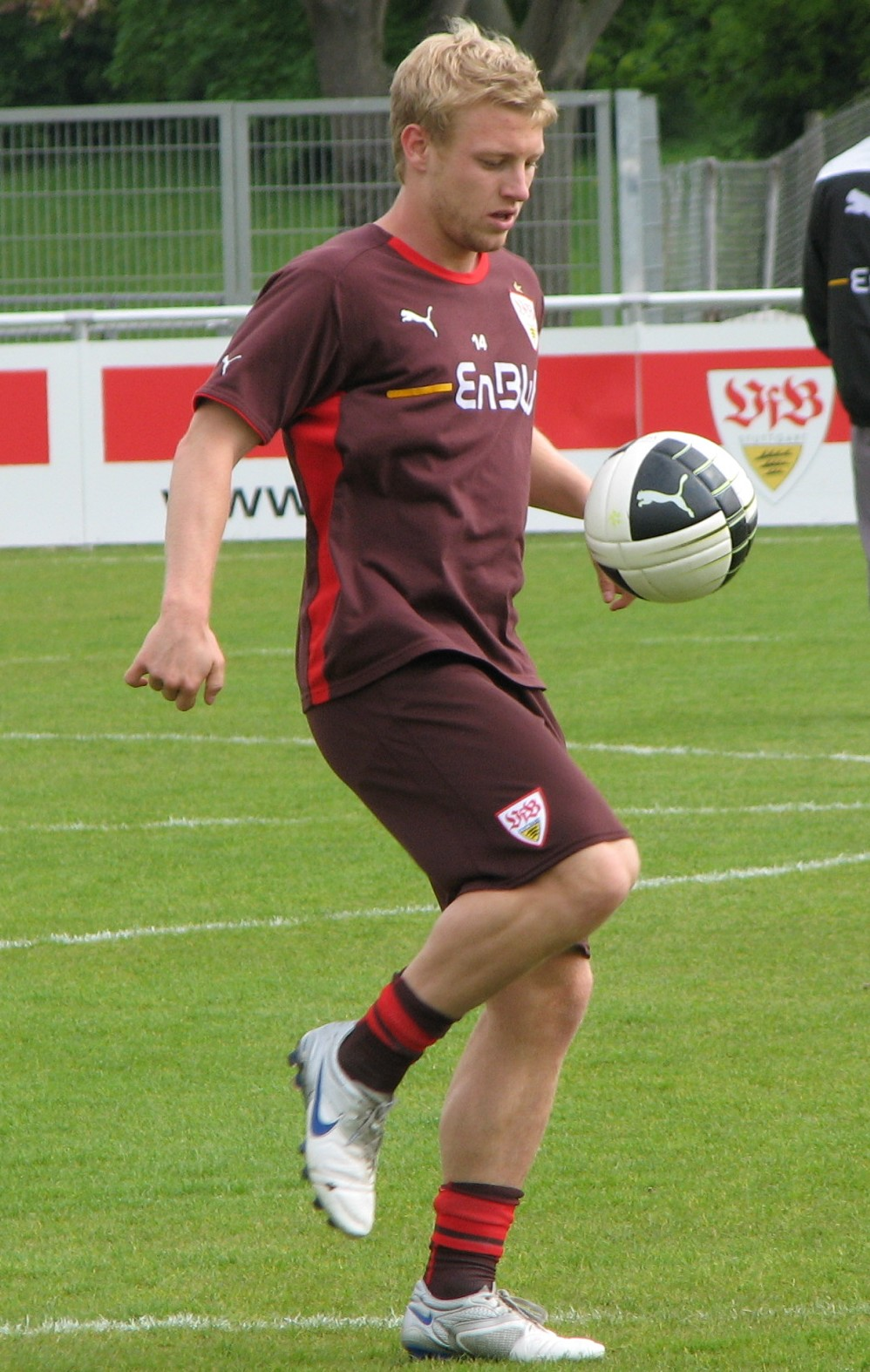
Патрік Функ під час виступів за «Штутгарт». 2010 рік.

29 серпня 2010 року Функ дебютував за першу команду у Бундеслізі, вийшовши на заміну в матчі з дортмундською «Боруссією» (1:3). 7 листопада 2010 року вперше з'явився у стартовому складі у зустрічі з бременським «Вердером» (6:0). Загалом за рідну команду того сезону зіграв 9 ігор у чемпіонаті, забивши 1 гол, а також 6 ігор зіграв у Лізі Європи. Після цього у липні 2011 року Функ був відданий в оренду до «Санкт-Паулі» на два сезони, який виступав у Другій Бундеслізі.
14 травня 2014 року було оголошено про перехід Патріка до клубу «Веен», підписавши контракт терміном на два роки.
Після чотирьох років у «Гессені» Патрік Функ повернувся до рідного міста влітку 2018 року і став грати за «Аален». У липні 2019 року він на правах вільного агента перейшов до аматорського клубу «Ессінген» з Вербандсліги Вюртемберг.

## Виступи за збірні
Функ виступав за різні юнацькі та молодіжні збірні Німеччини. З командою до 17 років був учасником юнацького чемпіонату Європи 2007 року в Бельгії, де посів 5 місце. Цей результат дозволив команді поїхати того ж року на юнацький чемпіонат світу 2007 року в Південній Кореї. Там Функ зіграв у 4 іграх і забив гол у грі проти Тринідаду і Тобаго (5:0), допомігши команді здобути бронзові нагороди. Згодом у складі збірної Німеччини до 20 років був учасником молодіжного чемпіонату світу 2009 року в Єгипті, де зіграв у всіх п'яти іграх і дійшов з командою до чвертьфіналу. Загалом на юнацькому рівні взяв участь у 62 іграх.
Протягом 2010—2013 років залучався до складу молодіжної збірної Німеччини, з якою був учасником молодіжного чемпіонату Європи 2013 року в Ізраїлі. На турнірі Функ зіграв лише один матч проти збірної Росії, яку німці перемогли з рахунком 2:1, але цього не вистачило для виходу з групи. Загалом на молодіжному рівні зіграв у 15 офіційних матчах, забив 1 гол.

## Особисте життя
Його молодший брат, Маріус Функ, який теж став футболістом.